# Deksametazon
Deksametazon (Dexamethason) je sintetičen stresni hormon, ki ga poleg drugega dajejo z namenom pospešiti dozorevanje pljuč ploda. V pogovornem jeziku govorimo o injekciji za razvoj pljuč oz. injekciji za pljuča.

## Način uporabe zdravila
Injekcije dajo v primeru, ko računajo, da bo z veliko verjetnostjo prišlo do prezgodnjega poroda.  Praviloma naj bi se injekcije dalo le enkrat na nosečnost in to štiri odmerke na 12 ur. Tak postopek »drži« cca. 10 dni.
Po 32. tednu nosečnosti zdravilo ni več potrebno, saj porod po 32. tednu ne predstavlja več pomembnega problema v porodnišnici z enoto za intenzivno terapijo in nego novorojencev.  Preventivno zdravljenje pri normalni nosečnosti ni potrebno saj je v primeru, da se pojavijo popadki in se maternica prične odpirati, še vsaj 2 dni časa, da pospešimo dozorevanje pljuč.

## Stranski učinki
Stranski učinek pospešenega dozorevanja je zmanjšana delitev celic. Kaj to pomeni, ne moremo zadovoljivo razložiti, vendar pri plodovih, ki so v maternici dalj časa izpostavljeni povečanim koncentracijam stresnih hormonov opažamo, da so manjši in imajo tudi določene organe manjše in manj zmogljive, predvsem ledvice in pljuča, so pa glede na svojo starost bolj zreli. Lahko bi rekli, da s pomočjo stresnih hormonov rešujemo življenje, po drugi strani pa lahko zmanjšamo končno zmogljivost organov in organskih sistemov pri odrasli osebi. Zaradi tega naj bi se postopek umetnega pospeševnja dozorevanja pljuč ne uporabljal zgolj preventivno, temveč le takrat, ko res grozi prezgodnji porod oz. ga moramo iz medicinskih razlogov sprožiti prej.
Enkratno dajanje tega zdravila se je izkazalo le kot koristno in nima dokazanih škodljivih posledic, medtem ko tega za ponavljajoče odmerke ne moremo trditi. Zato velja to sredstvo »čuvati« kot možnost, ki jo izkoristimo takrat, ko verjetnost prezgodnjega poroda postane dovolj velika.

## Podobna zdravila
Betametazona, Flosteron